# Ацрисхеу
Ацрисхеу (осет. Ацъырсхеу , груз. აწრისხევი — Ацрисхеви) — село в Закавказье, расположено в Цхинвальском районе Южной Осетии, фактически контролирующей село; согласно юрисдикции Грузии — в Горийском муниципалитете.
Село находится на реке Малая Лиахва.

## Население
По переписи 1989 года в селе жило 43 человека, из которых грузины составили 60 % (26 чел.), осетины — 40 % (17 чел.). После событий 1990-х годов осетинское население вынуждено было бежать и абсолютное большинство составили только грузины. По переписи 2002 года (проведённой властями Грузии, контролировавшей часть Цхинвальского района на момент проведения переписи) в селе жило 18 человек, в том числе осетины составили 61 %, грузины — 39 % от всего населения.

## История
В разгар южноосетинского конфликта (в 1992—2008 гг.) село входило в зону контроля Грузии. После войны в августе 2008 года село находится под контролем властей РЮО.

## Топографические карты
- Лист карты K-38-65 Ленингори. Масштаб: 1 : 100 000. Издание 1979 г.